# Toter Winkel

Der Fahrer des blauen Wagens kann das grüne Fahrzeug durch seine Spiegel sehen, aber ohne Schulterblick nicht das rote. Es liegt im toten Winkel.

Mit dem Begriff toter Winkel wird generell ein Raum bezeichnet, der trotz technischer Hilfsmittel (Spiegel oder Videokameras) von Personen, die diesen Raum beobachten wollen, nicht eingesehen werden kann. Solche Räume gibt es besonders an öffentlichen Plätzen oder in Einkaufszentren mit Videoüberwachung. Eine besondere Bedeutung hat der tote Winkel im Straßenverkehr.
Im Militärwesen wird jener Bereich als toter Winkel bezeichnet, der mit einer Waffe nicht bestrichen werden kann.

## Der tote Winkel im Straßenverkehr

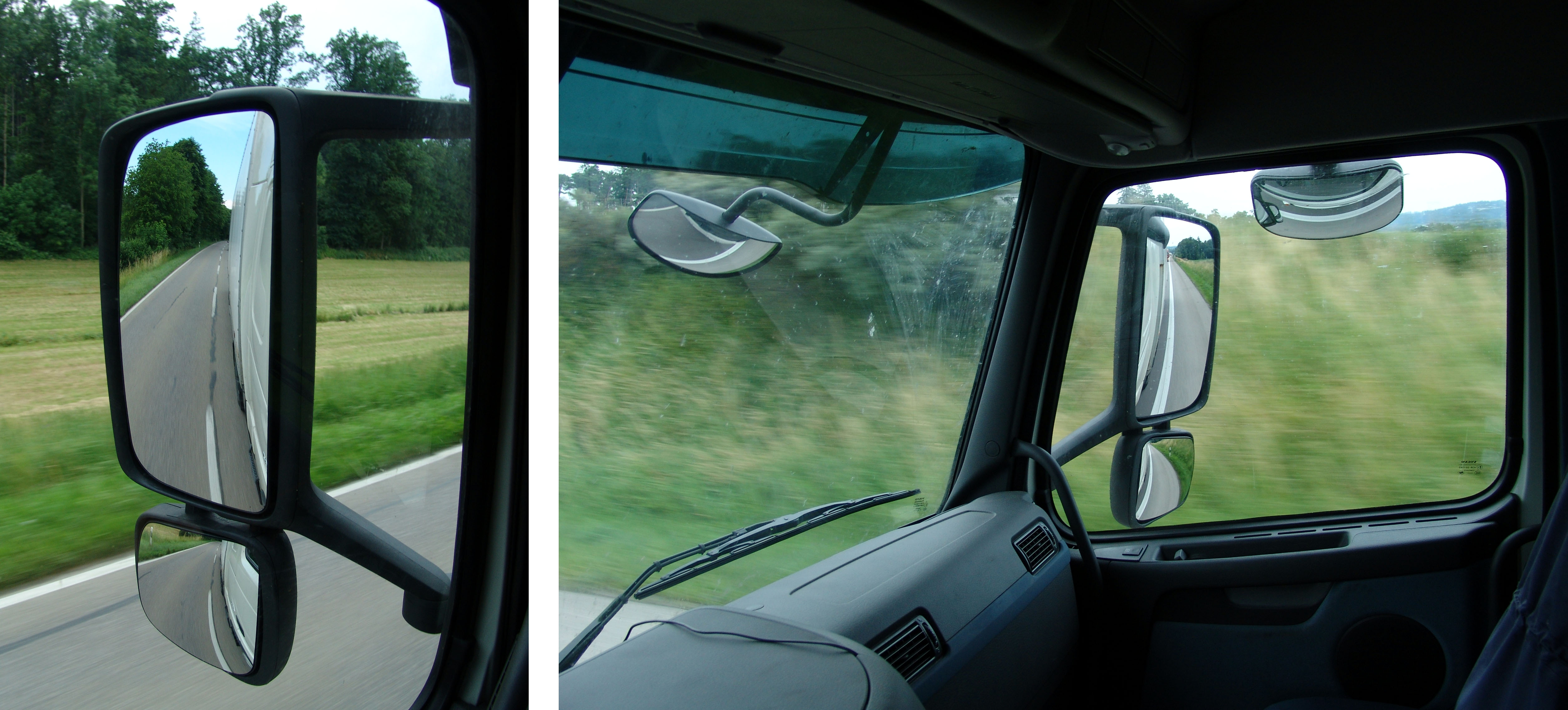
Sicht des LKW-Fahrers (Volvo FH)

Als toter Winkel wird im Straßenverkehr der von Fahrzeugführern innerhalb geschlossener Fahrzeuge trotz Rückspiegeln nicht einsehbare Bereich seitlich des Fahrzeuges bzw. vor und hinter dem Fahrzeug bezeichnet. Dieser Bereich ist je nach Anzahl der Fenster und Rückspiegel unterschiedlich groß. Seit 2007 für neu zugelassene und seit 2009 für seit 2001 zugelassene LKWs und Bussen sind insgesamt sechs Spiegel vorgeschrieben, die den Toten Winkel auf den Bereich unmittelbar hinter dem Fahrzeug reduzieren.

### Toter Winkel und Gefahren
Der tote Winkel verhindert oder vermindert die Sicht des Fahrers auf das Geschehen. Besonders deutlich ist das, wenn Lastwagen nach rechts abbiegen, da sich rechts neben dem Fahrzeug befindliche Zweiradfahrer (insbesondere Radfahrer), die geradeaus fahren wollen (und damit Vorrang haben) im toten Winkel des LKW befinden. Oft geben die Fahrer bei einem Unfall an, den Radfahrer wegen des toten Winkels nicht gesehen zu haben. Auch auf Fehler anderer im toten Winkel kann nicht reagiert werden, woraus ebenfalls Unfälle resultieren. Die besondere Gefahr für Zweiradfahrer (aber auch Fußgänger) besteht darin, dass sie nicht von der Front des Autos erfasst werden, sondern von der Seitenpartie, und dass die Gefahr von den Hinterrädern des LKWs droht, also unerwartet von hinten kommt, denn die Hinterachse beschreibt eine andere Kurvenspur (nämlich weiter rechts) als die gelenkte Vorderachse.
Jährlich starben (bis 2003) in Deutschland etwa 140 Radfahrer und Fußgänger bei Unfällen mit rechtsabbiegenden LKW. Nach einer Hochrechnung anhand der Zahlen für Berlin können es auch 200 Getötete jährlich sein, wobei weit überwiegend Radfahrer betroffen sind.

### Maßnahmen zur Gefahrenverminderung

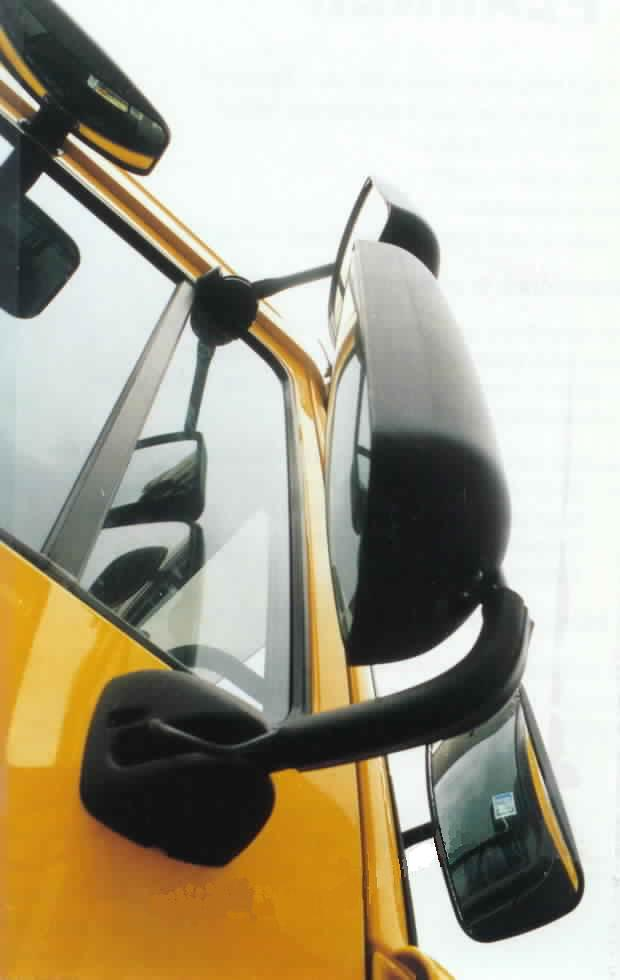
DOBLI-Spiegel an einem LKW (unten rechts)

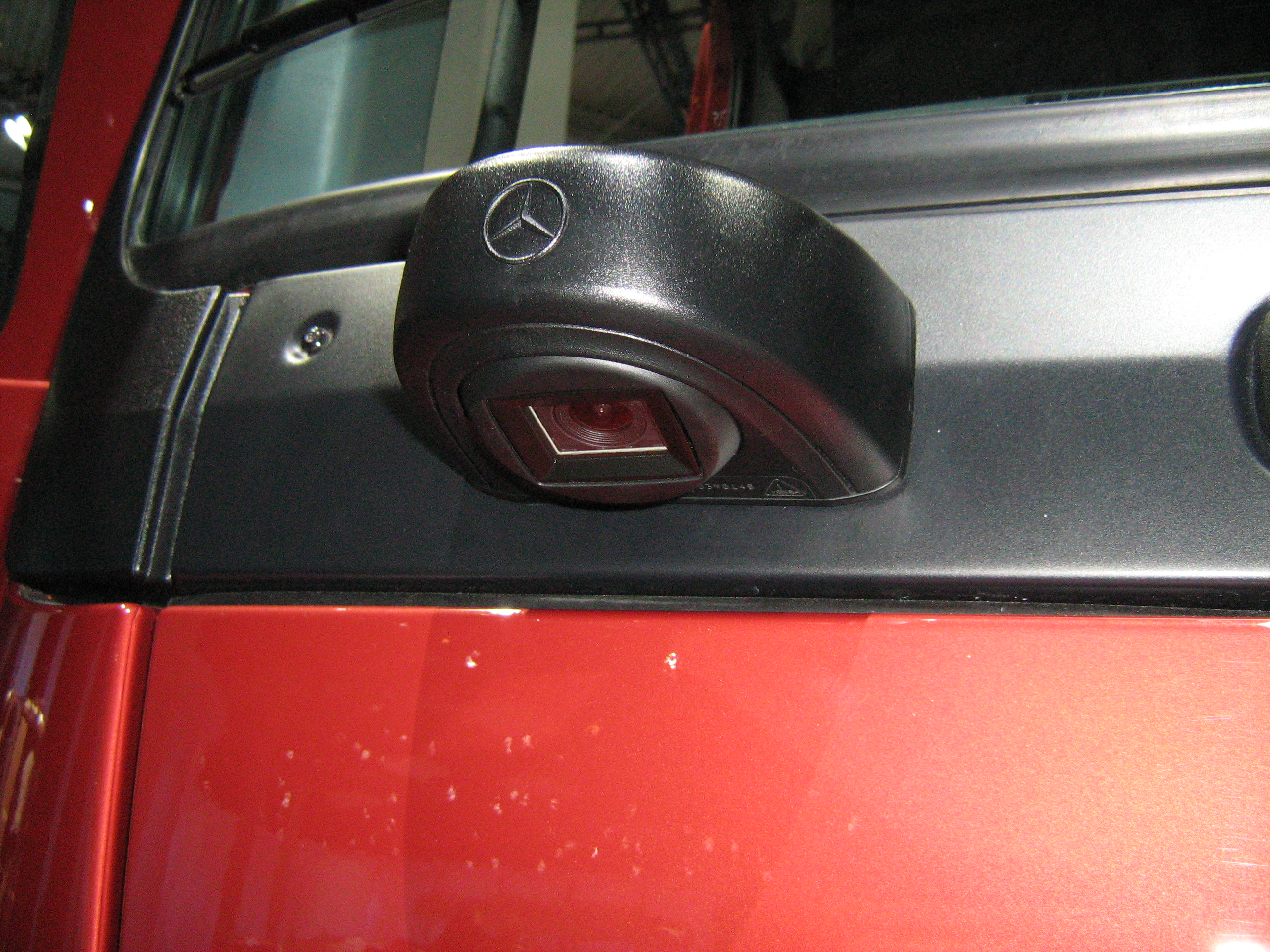
LKW Front-Kamera

In Deutschland forderten der ADFC und viele andere Gruppen über lange Zeit bessere gesetzliche Regelungen zur Verminderung der Gefahren durch den toten Winkel. Zum 1. Januar 1992 wurde die StVZO geändert, so dass ein zweiter großwinkeliger Rückspiegel und seitliche Schutzvorrichtungen für größere LKW über 3,5 t eingeführt wurden.
2007 hat die EU eine Ausstattung von neu zugelassenen LKW mit Spiegeln für die lückenlose Rundumsicht vorgeschrieben. Seit März 2009 müssen auch bestehende LKW mit den Spiegeln nachgerüstet sein. Seitdem befinden sich zusätzlich zu den Hauptaußenspiegeln an allen LKWs ein Frontspiegel, ein Rampenspiegel und zwei Weitwinkelspiegel.
Obwohl der tote Winkel zumindest bei LKWs nicht mehr nach vorne und zur Seite existiert, wenn die Spiegel richtig eingestellt sind, passieren weiterhin Rechtsabbiegeunfälle, weil LKW-Fahrer nicht alle Spiegel beim Abbiegen prüfen. Fälschlicherweise wird in diesem Zusammenhang oft davon gesprochen, dass sich Verkehrsteilnehmer im toten Winkel befanden, wenn es ein Bereich war, der nicht direkt, sondern nur durch Spiegel zu sehen war. Aufgrund der weiterhin hohen Unfallzahlen werden zusätzliche technische Maßnahmen diskutiert, wie Bike-Flash-Anlagen, um diese Unfälle zu reduzieren.
Der Spurwechselassistent ist ein Fahrerassistenzsystem zur Warnung des Fahrers vor drohenden Kollisionen beim Spurwechsel. Das System wird beim Betätigen des Blinkers aktiviert und warnt gegebenenfalls den Fahrer vor Kollisionen mit Fahrzeugen auf der Nachbarspur.
Systeme zur Spurwechselunterstützung führen automatische Lenkbewegungen durch, um die Zielspur zu erreichen und prüfen zuvor, ob sich ein Fahrzeug im toten Winkel befindet. Bei Bedarf wird der Fahrer über ein Leuchtsignal gewarnt.
Im LKW-Bereich ist eine Ultraschall-Erfassung mit Warnsignal im Fahrzeug seit 2005 serienreif. Alternativ beleuchten bei Dunkelheit zwei blendfreie Arbeitsscheinwerfer den toten Winkel, die auf den beiden Außenspiegeln montiert sind.
Seit 2016 existiert ein radarbasierter Totwinkelwarner von Daimler für 2500 Euro. Eine bei Edeka eingesetzte Lösung basiert auf Kameras und kostet 500 Euro.

### Europaweite Maßnahmen
Zur Gewährleistung eines erweiterten Sichtfelds wurde die Richtlinie 2007/38/EG zum 31. März 2009 eingeführt. Die Richtlinie enthält eine Umrüstpflicht für alle Fahrzeuge der Klassen N2 und N3 mit einer Erstzulassung nach dem 1. Januar 2000 in der gesamten EU. Zusammen mit der Richtlinie 2003/97/EG[2], welche bereits für alle Kraftfahrzeuge der Klassen M (Fahrzeuge zur Personenbeförderung) und N (Kraftfahrzeuge für den Güterverkehr) galt, gelten folgende Verpflichtungen:
- Verpflichtende Vergrößerung des Mindestsichtfelds für bestimmte Fahrzeuge;
- Ausrüstung bestimmter Fahrzeuge mit zusätzlichen Spiegeln (z. B. LKW mit Frontspiegeln, Weitwinkelspiegel und Rampenspiegel);
- Anpassung an den technischen Fortschritt (z. B. Krümmungsradius der Oberfläche von Rückspiegeln);* Austausch bestimmter Spiegel durch andere Systeme für indirekte Sicht (z. B. Kamera-Monitor-Systeme)

- Austausch bestimmter Spiegel durch andere Systeme für indirekte Sicht (z. B. Kamera-Monitor-Systeme)

In Frankreich müssen Lastkraftwagen seit dem 1. Januar 2021 mit mehreren Aufklebern ausgestattet sein, der auf den toten Winkel am Fahrzeug hinweist, um vor Gefahren zu warnen. Diese Pflicht, für die Signalisation Angles Morts, gilt sowohl für Fahrzeuge zur Güterbeförderung als auch für Fahrzeuge zur Personenbeförderung, die Aufkleber sind leicht unterschiedlich.

## Der tote Winkel im Militärwesen
Der tote Winkel (auch Toter Raum) ist ein Bereich, der von der Position eines Schützen nicht erreicht werden kann. Objekte in diesem Bereich sind vor Beschuss sicher, auch wenn sie nicht durch andere Objekte gedeckt werden. Besondere Bedeutung hat der tote Winkel bei der Verteidigung befestigter Stellungen, weil Angreifer ihn als Schussposition nutzen können. Ein toter Winkel entsteht meist aufgrund waffentechnischer Eigenarten oder eines benötigten Schusswinkels.
Beim Bau von Burgen im Mittelalter wurden tote Winkel durch spezielle Schießscharten vermieden. Mit dem Aufkommen von Geschützen wurde es immer wichtiger, tote Winkel zu vermeiden, weswegen Festungen durch pfeilförmige Bastionen und später durch Traditoren abgesichert wurden.

## Schienen- und Luftfahrzeuge
Tote Winkel gibt es auch bei Straßenbahnen und Zügen sowie bei Luftfahrzeugen wie Hubschraubern, Luftschiffen oder Flugzeugen.